# بيتر كيوزاك
بيتر كيوزاك (بالإنجليزية: Peter Cusack)‏ هو فنان بريطاني، ولد في 1948 في لندن في المملكة المتحدة.

## وصلات خارجية
- بيتر كيوزاك على موقع ميوزك برينز (الإنجليزية)
- بيتر كيوزاك على موقع أول ميوزيك (الإنجليزية)
- بيتر كيوزاك على موقع ديسكوغز (الإنجليزية)